# Pareuthyphlebs arabica
Pareuthyphlebs arabica es una especie de mantis de la familia Toxoderidae.

## Distribución geográfica
Se encuentra en Yemen.